# Mo Chhu
Der Mo Chhu (bhutanisch མོ་ཆུ།), der Flussname bedeutet „Mutter-Fluss“ oder „weiblicher Fluss“, ist der ca. 65 km lange rechte Quellfluss des Puna Tsang Chhu im Nordwesten von Bhutan.
Der Mo Chhu entsteht am Zusammenfluss von Thimuthang Chhu, Zamto Nangi Chhu und Togtserkhagi Chhu 5 km südlich von dem Berg Masang Kang auf einer Höhe von 3410 m. Er fließt in überwiegend südsüdöstlicher Richtung durch das Hochgebirge des Himalaya. Bei Flusskilometer 40 passiert er das Distriktverwaltungszentrum Gasa. Dort mündet der Lingshi Chhu von Westen kommend in den Mo Chhu. Schließlich erreicht der Fluss die Kleinstadt Punakha, wo er auf den von Norden kommenden Pho Chhu trifft und sich mit diesem zum Puna Tsang Chhu vereinigt. Die Distrikte Gasa und Punakha liegen entlang dem Flusslauf. Einschließlich dem Quellfluss Togtserkhagi Chhu erreicht der Mo Chhu eine Gesamtlänge von 90 km. Der Mo Chhu entwässert ein Areal von etwa 2370 km². Das Einzugsgebiet liegt fast vollständig innerhalb des Jigme-Dorji-Nationalparks. Es reicht im äußersten Westen bis zum 6790 m hohen Jichu Drake, im Osten bis zum 6481 m hohen Tsenda Kang. Die Wasserscheide im Norden verläuft entlang dem Himalaya-Hauptkamm und bildet die Staatsgrenze zur Volksrepublik China.